# Liu Fang
Pour les articles homonymes, voir Liu.
Liu Fang (刘芳 : Liú Fāng), née le 10 mai 1974 à Kunming dans la province du Yunnan, est une musicienne chinoise dont l'instrument principal est le pipa, luth chinois.

## Biographie
Elle commence à jouer du pipa dès l'âge de six ans et exécute sa première performance solo en public à neuf ans. En 1986, à onze ans, elle joue pour la reine Élisabeth II lors de sa visite en Chine. Elle est diplômée du Conservatoire de musique de Shanghai en 1993 où elle a aussi étudié le guzheng. Elle émigre au Canada en 1996 où elle vit à Montréal.
Après son arrivée au Canada, elle entreprend une carrière internationale et produit plusieurs disques CD. Elle reçoit le grand prix de l'Académie Charles-Cros pour son album intitulé «Le son de soie». Elle joue à Paris lors du 60e anniversaire de l'UNESCO le 16 novembre 2005. En plus de la musique traditionnelle chinoise, elle exécute les œuvres de plusieurs compositeurs contemporains dont Chen Yi, Tan Dun, David Loeb, et R. Murray Schafer. Elle joue aussi fréquemment avec le violoniste Malcolm Goldstein et la flûtiste Lise Daoust.

## Discographie
Albums solo :
- Chinese Traditional Pipa Music : Oliver Sudden Productions Inc, Canada/USA, 1997
- L'âme du Pipa, vol. 1 : Musique classique chinoise pour le luth pipa, Philmultic, Canada, 2001
- L'âme du Pipa, vol. 2 : Musique classique et contemporaine chinoise pour le luth pipa, Philmultic, 2003
- Lotus émergeant de l'eau : Musique traditionnelle chinoise pour la cithare guzheng, Philmultic, 2005
- L'âme du Pipa, vol. 3 : Musiques chinoises des traditions folkloriques, Philmultic, 2006

Duo et ensembles :
- Musique chinoise : Solo, duo, et avec orchestre de chambre, Liu Fang (guzheng et pipa) et Ye Xuran (pipa), Philmultic, 1999
- Arabic and Chinese music : Liu Fang (guzheng et pipa) et Farhan Sabbagh (oud, percussion), Philmultic, 2000
- Mei Hua - Fleur de prunier : Liu Fang (guzheng et pipa) et Lise Daoust (flûte), ATMA Classique, Canada, 2004
- Le Son de soie :  Liu Fang (guzheng et pipa), Alla (oud), Ballake Sissoko (kora) et Henri Tournier (bansuri), Accords-Croisés, Paris, 2006
- Changes - Duo pipa et guitare : Liu Fang (pipa) et Michael O'Toole, Philmultic, 2008
- Along the Way - Duo pipa et violon : Liu Fang (pipa) et Malcolm Goldstein (violon), Philmultic, 2010

## Prix et récompenses
- Premier prix du Concours national à Sichuan, 1988
- Prix du Nouveau Millénaire, Conseil des Arts du Canada, juin 2001
- Prix de l'Académie Charles-Cros, 2006